# فرهنگ جانوری

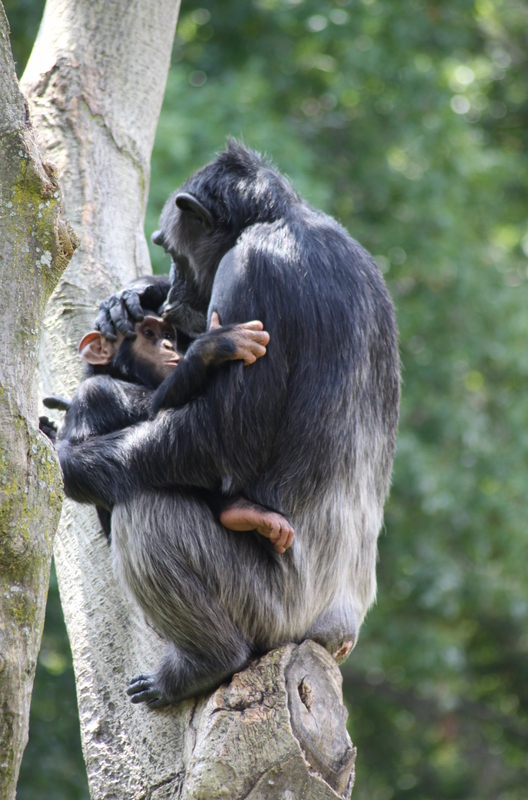
مادر و نوزاد شامپانزه.

فرهنگ جانوری (به انگلیسی: Animal culture) را می‌توان به عنوان توانایی جانوران غیرانسانی برای یادگیری و انتقال رفتارها از طریق فرآیندهای یادگیری اجتماعی یا فرهنگی تعریف کرد. فرهنگ به‌طور فزاینده‌ای به عنوان فرآیندی تلقی می‌شود که شامل انتقال اجتماعی رفتار در بین همسالان و بین نسل‌ها می‌شود. این می‌تواند شامل انتقال رفتارهای جدید یا تغییرات منطقه‌ای باشد که مستقل از عوامل ژنی یا بوم‌شناختی هستند.

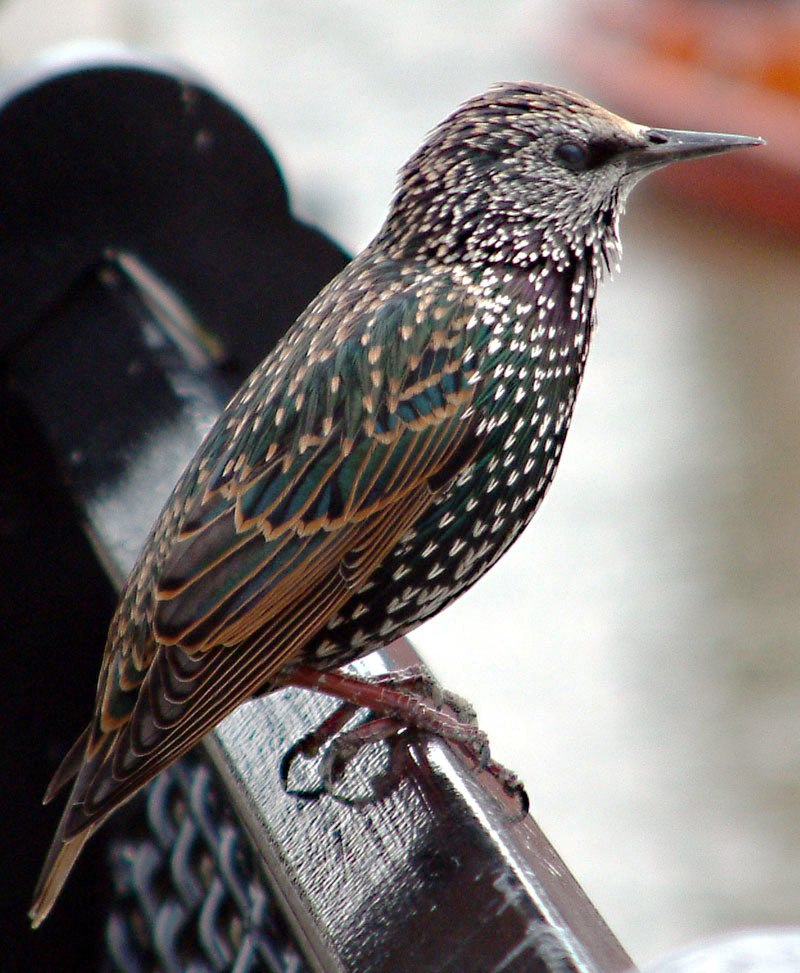
آوازهای سارها برای نشان دادن «گویش‌های» منطقه‌ای کشف شده‌اند، یک ویژگی که پتانسیلی برای داشتن پایه‌های فرهنگی است.